# Glory Emmanuel Edet
Glory Emmanuel Edet là một người ủng hộ Nigeria cho phụ nữ và quyền trẻ em. Bà là Ủy viên hai lần của Bộ Phụ nữ và Phúc lợi Xã hội ở bang Akwa Ibom. Cô được bổ nhiệm lần đầu tiên vào năm 2013, và được bổ nhiệm lại cho vị trí tương tự vào năm 2015 bởi Udom Gabriel Emmanuel. Năm 2015, bà bắt đầu một chương trình trao quyền cho các góa phụ chọn những người tham gia như nhau từ tất cả 31 khu vực chính quyền địa phương của Bang. Chương trình này đã cung cấp cho các góa phụ các quỹ thống kê để thả nổi các doanh nghiệp của họ. Để hỗ trợ trẻ em dễ bị tổn thương ở bang Akwa-Ibom, Glory Emmanuel Edet đã làm việc với Cơ quan Phát triển Quốc tế Hoa Kỳ (USAID) và Hiệp hội Sức khỏe Sinh sản và Gia đình (ARFH).
Bà ấy là một người vận động tuyệt vời của phụ nữ, người đã làm việc say mê về các vấn đề giới tính, những thành viên ít đặc quyền và dễ bị tổn thương trong xã hội. Bà từng làm giáo viên tại Khoa Kỹ thuật Nông nghiệp, Đại học Uyo, trước khi được chính phủ Nhà nước bổ nhiệm làm Ủy viên. Tiến sĩ Glory Edet là một thành viên của các cơ quan chuyên môn khác nhau.

## Đầu đời và sự nghiệp
Glory là một người ủng hộ Nigeria cho phụ nữ và quyền trẻ em. Bà được bổ nhiệm hai lần làm ủy viên Bộ Phụ nữ và Phúc lợi xã hội tại bang Akwa Ibom.
Giáo dục
Là một ngôi sao theo đúng nghĩa của mình, Tiến sĩ Edet đã được xét xử là Sinh viên tốt nghiệp xuất sắc nhất của Đại học Uyo, Khoa Kinh tế Nông nghiệp và Mở rộng, trong chương trình cấp bằng đầu tiên của bà.
Sau khi có được tấm bằng đầu tiên vào năm 2003, Edet đã chuyển đến Đại học Ibadan, nơi bà lấy bằng Thạc sĩ Kinh tế Nông nghiệp và Tiến sĩ Triết học (Tiến sĩ) về Kinh tế Tài nguyên và Môi trường, từ Đại học Nông nghiệp Michael Okpara, Umudike, Nhà nước Abia.